# 博拉佐波利斯
博拉佐波利斯是巴西巴拉那州的一个市镇。总面积334.377平方公里，总人口8355人，人口密度25人/平方公里。